# فرودگاه میتیارو
فرودگاه میتیارو (به انگلیسی: Mitiaro Airport (Nukuroa Airport)) یک فرودگاه همگانی با کد یاتا MOI است. این فرودگاه در شهر میتیارو کشور جزایر کوک قرار دارد و در ارتفاع ۳٫۰۰۰ متری از سطح دریا واقع شده‌است.